# 마리사 멜
마리사 멜(Marisa Mell, 1939년 2월 24일 ~ 1992년 5월 16일)은 오스트리아의 배우이다.

## 영화
- 검투사 (1990년)
- 죽음의 정사 (1990년)
- 미친 개 (1977년)
- 카사노바(영어판) (1977년)
- 마호가니 (1976년) - 카로타 가비나 역
- 5인의 프로페셔날 (1973년)
- 애니원 캔 플레이 (1968년)
- 데인저: 디아볼릭 (1968년) - 에바 칸트 역
- 오브젝티프: 500 밀리언스 (1966년)
- 지옥행 열차 (1966년)
- 카사노바 (1965년)
- 프렌치 드레싱 (1964년)
- 굿 솔저 슈웨익 (1960년)